# Stefano Pioli
Stefano Pioli (Parma, 20 de octubre de 1965) es un exfutbolista y entrenador italiano que actualmente dirige a la ACF Fiorentina de la Serie A.

## Biografía

### Como jugador
Como futbolista, jugaba de defensa central y debutó en 1982 en las filas del Parma. Dos años después fichó por la Juventus de Turín, donde ganaría cuatro títulos (incluida la Champions) en tres temporadas. Fue traspasado al Chievo Verona, pero en 1989 se fue a la Fiorentina, donde permanecería seis años. Terminó su carrera en equipos más modestos, hasta su retiro en 1999, siendo jugador del Colorno.

### Como entrenador

#### Inicios
Tras colgar las botas, comenzó su carrera como técnico al dirigir a los jóvenes del Bologna, para hacerse cargo en 2002 del filial del Chievo Verona. Prosiguió en la Salernitana y en el Modena.

#### Parma
En 2006 llegó al equipo de su ciudad, el Parma; pero su primera experiencia en la élite no fue positiva, ya que acabó siendo despedido en febrero de 2007, habiendo logrado 15 puntos en 23 partidos.

#### Grosseto y Piacenza
Luego volvió a dirigir a dos equipos de categorías inferiores: Primero, el Grosseto, al que salvó con comodidad en su debut en la Serie B; y luego, al Piacenza, que terminó la temporada como 10.º clasificado.

#### Sassuolo
Llamó la atención al mando del Sassuolo, al que clasificó para el "play-off" de ascenso a la Serie A, perdiendo en semifinales ante el Torino.

#### Chievo Verona
Ese buen papel con los neroverdi le permitió fichar por el Chievo Verona, logrando una cómoda permanencia (12.º con 46 puntos) y siendo el cuarto equipo menos goleado en la Serie A 2010-11.

#### Palermo
Decidió probar suerte en el Palermo, pero fue destituido antes de comenzar la Serie A, tras ser eliminado por el FC Thun en la ronda previa de la Liga Europa debido a la regla del gol de visitante.

#### Bologna
En octubre de 2011, fue nombrado entrenador del Bologna de la Serie A de Italia, con la que logró dos veces la permanencia en la máxima categoría, en las temporadas 2011-12 (9.º con 51 puntos) y 2012-13 (13.º con 44 puntos). Fue destituido en enero de 2014, dejando al equipo rossoblu rozando puestos de descenso con 3 victorias, 6 empates y 9 derrotas en su haber.

#### Lazio
El 13 de junio de 2014, fue contratado por la Lazio. Tuvo un inicio positivo con el conjunto romano, situándolo en tercer puesto en la primera parte de la Serie A, e incluso lo llevó a la lucha por el subcampeonato en la recta final del torneo. También alcanzó la final de la Copa de Italia, pero perdió ante la Juventus de Turín. Finalmente, el equipo biancoceleste ganó el último partido de la Serie A, asegurándose así la tercera posición y el pase a la ronda previa de la Liga de Campeones. Esta 3.ª posición era la mejor clasificación del conjunto laziale en 8 años. Tras esta buena temporada, su contrato fue renovado por dos años.
Su segunda temporada en el banquillo del Estadio Olímpico de Roma no empezó de la mejor forma, ya que la Lazio fue eliminada en la ronda previa de la Liga de Campeones y perdió la Supercopa de Italia frente a la Juventus. En la Serie A, el equipo romano comenzó alternando victorias con derrotas en la primera parte del campeonato, finalizando la primera vuelta en un discreto 9.º puesto en la tabla. Posteriormente, cayó en cuartos de final de la Copa Italia ante la Juventus de Turín, mientras que fue eliminado en octavos de final de la Liga Europa por el Sparta de Praga. El 3 de abril de 2016, Pioli fue despedido después de que la Lazio cayera goleada por 1-4 ante su rival ciudadano, la Roma, el mismo día. El equipo laziale sólo había ganado 2 de sus 10 últimos partidos y ocupaba el 8.º lugar de la tabla tras 31 jornadas de la Serie A, a 13 puntos del primer puesto que da acceso a jugar una competición europea.

#### Inter de Milán
El 8 de noviembre de 2016, se convirtió en el nuevo técnico del Inter de Milán. En su debut en el banquillo nerazzurri, consiguió un empate a dos frente al Milan. En su segundo partido, perdió contra el Hapoel Be'er Sheva, siendo eliminado en la fase de grupos de la Europa League. Sin embargo, a continuación encadenó 7 victorias consecutivas que permitieron al equipo lombardo situarse en 4.º puesto al inicio de la segunda vuelta de la Serie A. En la Copa de Italia, el Inter fue eliminado por la Lazio, el anterior equipo de Pioli, en cuartos de final. En la Serie A, tras haber remontado de la 9.ª a la 4.ª posición al sumar 37 puntos en 16 partidos; el conjunto interista entró en barrena y sólo obtuvo 2 puntos en 7 encuentros, cayendo a la 7.ª plaza. Finalmente, fue destituido el 9 de mayo de 2017, a causa de esta mala racha de resultados.

#### Fiorentina
El 6 de junio de 2017, firmó un contrato de dos años con la ACF Fiorentina. Aunque su equipo inició la Serie A perdiendo los dos primeros partidos, se recuperó de este errático comienzo y finalizó la primera vuelta del torneo en 7.ª posición. El conjunto de la Toscana concluyó la Serie A como 8.º clasificado, quedándose a 3 puntos de clasificarse para una competición europea. El 9 de abril de 2019, tras sumar 9 partidos consecutivos sin ganar, presentó la dimisión, dejando al equipo en 10.ª posición tras la 31.ª jornada de la Serie A y habiendo empatado el partido de ida de las semifinales de la Copa Italia.

#### AC Milan
El 9 de octubre de 2019, se incorporó al AC Milan. Su llegada indignó enormemente a la afición rossonera, por las dudas sobre su capacidad para entrenar al club y por su pasado en el Inter, el máximo rival del Milan. Su comienzo fue muy dubitativo, sumando sólo cinco puntos en sus seis primeros partidos. Aunque en diciembre hubo cierta mejoría, el Milan de Pioli sufrió una escandalosa humillación en casa de la Atalanta, perdiendo por 5-0 tres días antes de Navidad.
El equipo se vio reforzado a finales de diciembre con la llegada de Zlatan Ibrahimović, cuando el Milan marchaba decimoprimero en la tabla. Su fichaje supuso una gran mejora para el Milan, que empezaba a sentirse cómodo bajo el mando de Pioli. El entrenador parmesano introdujo primero un 4-4-2, pero después cambió al 4-2-3-1 que mantuvo durante los siguientes meses.
El 8 de marzo de 2020, el Milan disputó su último partido antes del parón futbolístico por la pandemia del coronavirus. Durante este periodo, el Milan llega a un principio de acuerdo con el alemán Ralf Rangnick para que entrene al club a partir de la siguiente temporada. Sin embargo, el gran nivel que mostró el Milan después del confinamiento (no perdió ningún partido hasta el mes de noviembre) hizo que el club diera marcha atrás y decidiese renovar a Pioli el 21 de julio, tras clasificar al club a la UEFA Europa League gracias a su 6.º puesto en la Serie A.
El Milan de Pioli sería una de las grandes sorpresas del inicio de temporada en Europa. Los rossoneri vencieron al Inter con doblete de Ibrahimović en la cuarta jornada y se colocan en primera posición, un puesto que ocuparon durante varias semanas. De hecho, el Milan se coronó como campeón de invierno, culminando un 2020 perfecto para el club. La tendencia a partir de la segunda vuelta fue mucho más negativa, y el Milan acabó cediendo el liderato a un Inter que se coronaría campeón de Italia en la jornada 34. Sin embargo, el club rossonero terminó el campeonato como subcampeón de Serie A, consiguiendo su mejor actuación en el campeonato nacional desde 2011. Stefano Pioli logró el objetivo de clasificar al Milan para la UEFA Champions League, algo que no sucedía desde la temporada 2012-13.
El 27 de noviembre de 2021, el club anunció la renovación de Pioli por una temporada más. La tercera temporada de Pioli en el banquillo dejaría un sabor amargo en materia Champions, pues el Milan fue eliminado en fase de grupos tras acabar en último lugar en un grupo con Liverpool, Atlético de Madrid y Porto. Sin embargo, la temprana eliminación en competiciones europeas permitió al club centrarse en la Serie A. El Milan acabó encuadrado en una lucha a tres por el "Scudetto" con Inter y Napoli. El equipo de Pioli demostró una madurez notoriamente incrementada con respecto a las dos temporadas precedentes, y episodios como el derbi ganado 1-2 al Inter con doblete de Olivier Giroud terminaron siendo decisivos para el éxito de la liga.
El equipo atravesó un bache en cuanto a sensaciones y resultados posteriormente al derbi y perdió puntos contra Salernitana, Udinese, Bologna o Torino, comprometiendo sus aspiraciones al título. Pero el Inter, gran rival del club 'rossonero' tras el desinfle del Napoli, cayó estrepitosamente en su visita al Bologna. El Milan dependía de sí mismo con cuatro partidos por delante, y consiguió la victoria en esos cuatro encuentros. La última jornada, en el Mapei Stadium de Reggio Emilia ante el Sassuolo y con un increíble despliegue de aficionados milanistas, el Milan se impuso 0-3 y se convirtió en campeón de Italia once años después.
El 31 de octubre de 2022, el Milan confirmó que Pioli había firmado un nuevo contrato que le vinculaba con la entidad hasta el año 2025. En aquella temporada, el elenco milanista no logró defender con éxito su corona, finalizando 4.º en la Serie A; pero en cambio protagonizó un muy buen papel en la Liga de Campeones, donde alcanzó las semifinales.
Sin embargo, en mayo de 2024, tras dos temporadas sin títulos, el club anunció que Pioli se marcharía una vez finalizada la temporada 2023-24.

#### Al-Nassr
El 18 de septiembre de 2024, fue anunciado como entrenador del Al-Nassr de la Liga Profesional Saudí. Tras entrar en su cargo durante la cuarta jornada, el club culminó el campeonato en el tercer lugar y fue eliminado en la semifinal de la Liga de Campeones de Élite de la AFC por el equipo japonés Kawasaki Frontale. El 25 de junio de 2025, el club anunció la rescisión de su contrato.

#### Segunda etapa en la Fiorentina
El 12 de julio de 2025, fue contratado como técnico de la ACF Fiorentina.

## Clubes

### Como futbolista
| Club              | País   | Año       | Partidos | Goles |
| ----------------- | ------ | --------- | -------- | ----- |
| Parma             | Italia | 1982-1984 | 42       | 1     |
| Juventus de Turín | Italia | 1984-1987 | 57       | 1     |
| Chievo Verona     | Italia | 1987-1989 | 52       | 0     |
| Fiorentina        | Italia | 1989-1995 | 172      | 1     |
| Padova            | Italia | 1995-1996 | 4        | 0     |
| Pistoiese         | Italia | 1996-1997 | 14       | 1     |
| US Fiorenzuola    | Italia | 1997-1998 | 21       | 0     |
| Colorno           | Italia | 1998-1999 | 20       | 3     |

### Como entrenador
| Equipo                  | Div.                | Temporada           | Liga  | Liga | Liga | Liga | Liga |       | Copa | Copa | Copa | Copa  |    | Internacional | Internacional | Internacional | Internacional | Internacional |   | Otros | Otros | Otros | Otros |     | Totales     | Totales | Totales | Totales | Totales | Totales | Totales | Totales |
| Equipo                  | Div.                | Temporada           | Part. | G    | E    | P    | Pos. | Part. | G    | E    | P    | Part. | G  | E             | P             | Pos.          | Part.         | G             | E | P     | Part. | G     | E     | P   | Rendimiento | GF      | GC      | Dif.    |         |         |         |         |
| ----------------------- | ------------------- | ------------------- | ----- | ---- | ---- | ---- | ---- | ----- | ---- | ---- | ---- | ----- | -- | ------------- | ------------- | ------------- | ------------- | ------------- | - | ----- | ----- | ----- | ----- | --- | ----------- | ------- | ------- | ------- | ------- | ------- | ------- | ------- |
| Salernitana · Italia    | 2.ª                 | 2003-04             | 46    | 14   | 13   | 19   | 17.º | 5     | 2    | 1    | 2    | -     | -  | -             | -             | -             | -             | -             | - | -     | 51    | 16    | 14    | 21  | 40.52%      | 42      | 58      | -16     |         |         |         |         |
| Salernitana · Italia    | Total               | Total               | 46    | 14   | 13   | 19   | -    | 5     | 2    | 1    | 2    | -     | -  | -             | -             | -             | -             | -             | - | -     | 51    | 16    | 14    | 21  | 40.52%      | 42      | 58      | -16     |         |         |         |         |
| Modena · Italia         | 2.ª                 | 2004-05             | 42    | 16   | 14   | 12   | 5.º  | 3     | 2    | 0    | 1    | -     | -  | -             | -             | -             | -             | -             | - | -     | 45    | 18    | 14    | 13  | 50.37%      | 52      | 40      | +12     |         |         |         |         |
| Modena · Italia         | 2.ª                 | 2005-06             | 39    | 16   | 14   | 9    | 5.º  | 1     | 0    | 0    | 1    | -     | -  | -             | -             | -             | 2             | 0             | 2 | 0     | 42    | 16    | 16    | 10  | 50.8%       | 60      | 44      | +16     |         |         |         |         |
| Modena · Italia         | Total               | Total               | 81    | 32   | 28   | 21   | -    | 4     | 2    | 0    | 2    | -     | -  | -             | -             | -             | 2             | 0             | 2 | 0     | 87    | 34    | 30    | 23  | 50.57%      | 112     | 84      | +28     |         |         |         |         |
| Parma · Italia          | 1.ª                 | 2006-07             | 22    | 3    | 6    | 13   | Inc. | 4     | 1    | 1    | 2    | 6     | 5  | 0             | 1             | Inc.          | -             | -             | - | -     | 32    | 9     | 7     | 16  | 35.42%      | 31      | 51      | -20     |         |         |         |         |
| Parma · Italia          | Total               | Total               | 22    | 3    | 6    | 13   | -    | 4     | 1    | 1    | 2    | 6     | 5  | 0             | 1             | -             | -             | -             | - | -     | 32    | 9     | 7     | 16  | 35.42%      | 31      | 51      | -20     |         |         |         |         |
| Grosseto · Italia       | 2.ª                 | 2007-08             | 39    | 10   | 19   | 10   | 13.º | -     | -    | -    | -    | -     | -  | -             | -             | -             | -             | -             | - | -     | 39    | 10    | 19    | 10  | 41.88%      | 46      | 48      | -2      |         |         |         |         |
| Grosseto · Italia       | Total               | Total               | 39    | 10   | 19   | 10   | -    | -     | -    | -    | -    | -     | -  | -             | -             | -             | -             | -             | - | -     | 39    | 10    | 19    | 10  | 41.88%      | 46      | 48      | -2      |         |         |         |         |
| Piacenza · Italia       | 2.ª                 | 2008-09             | 42    | 14   | 13   | 15   | 10.º | 1     | 0    | 0    | 1    | -     | -  | -             | -             | -             | -             | -             | - | -     | 43    | 14    | 13    | 16  | 42.64%      | 48      | 49      | -1      |         |         |         |         |
| Piacenza · Italia       | Total               | Total               | 42    | 14   | 13   | 15   | -    | 1     | 0    | 0    | 1    | -     | -  | -             | -             | -             | -             | -             | - | -     | 43    | 14    | 13    | 16  | 42.64%      | 48      | 49      | -1      |         |         |         |         |
| Sassuolo · Italia       | 2.ª                 | 2009-10             | 42    | 18   | 15   | 9    | 4.º  | 3     | 2    | 0    | 1    | -     | -  | -             | -             | -             | 2             | 0             | 1 | 1     | 47    | 20    | 16    | 11  | 53.9%       | 66      | 46      | +20     |         |         |         |         |
| Sassuolo · Italia       | Total               | Total               | 42    | 18   | 15   | 9    | -    | 3     | 2    | 0    | 1    | -     | -  | -             | -             | -             | 2             | 0             | 1 | 1     | 47    | 20    | 16    | 11  | 53.9%       | 66      | 46      | +20     |         |         |         |         |
| Chievo Verona · Italia  | 1.ª                 | 2010-11             | 38    | 11   | 13   | 14   | 11.º | 3     | 2    | 0    | 1    | -     | -  | -             | -             | -             | -             | -             | - | -     | 41    | 13    | 13    | 15  | 42.28%      | 43      | 41      | +2      |         |         |         |         |
| Chievo Verona · Italia  | Total               | Total               | 38    | 11   | 13   | 14   | -    | 3     | 2    | 0    | 1    | -     | -  | -             | -             | -             | -             | -             | - | -     | 41    | 13    | 13    | 15  | 42.28%      | 43      | 41      | +2      |         |         |         |         |
| Palermo · Italia        | 1.ª                 | 2011-12             | -     | -    | -    | -    | -    | -     | -    | -    | -    | 2     | 0  | 2             | 0             | 3.ºR          | -             | -             | - | -     | 2     | 0     | 2     | 0   | 33.33%      | 3       | 3       | +0      |         |         |         |         |
| Palermo · Italia        | Total               | Total               | -     | -    | -    | -    | -    | -     | -    | -    | -    | 2     | 0  | 2             | 0             | -             | -             | -             | - | -     | 2     | 0     | 2     | 0   | 33.33%      | 3       | 3       | +0      |         |         |         |         |
| Bologna · Italia        | 1.ª                 | 2011-12             | 33    | 13   | 11   | 9    | 9.º  | 2     | 1    | 0    | 1    | -     | -  | -             | -             | -             | -             | -             | - | -     | 35    | 14    | 11    | 10  | 50.48%      | 44      | 37      | +7      |         |         |         |         |
| Bologna · Italia        | 1.ª                 | 2012-13             | 38    | 11   | 11   | 16   | 13.º | 4     | 3    | 0    | 1    | -     | -  | -             | -             | -             | -             | -             | - | -     | 42    | 14    | 11    | 17  | 64.78%      | 53      | 57      | -4      |         |         |         |         |
| Bologna · Italia        | 1.ª                 | 2013-14             | 18    | 3    | 6    | 9    | Inc. | 2     | 1    | 0    | 1    | -     | -  | -             | -             | -             | -             | -             | - | -     | 20    | 4     | 6     | 10  | 30%         | 19      | 35      | -16     |         |         |         |         |
| Bologna · Italia        | Total               | Total               | 89    | 27   | 28   | 34   | -    | 8     | 5    | 0    | 3    | -     | -  | -             | -             | -             | -             | -             | - | -     | 97    | 32    | 28    | 37  | 42.61%      | 116     | 129     | -13     |         |         |         |         |
| SS Lazio · Italia       | 1.ª                 | 2014-15             | 38    | 21   | 6    | 11   | 3.º  | 7     | 5    | 1    | 1    | -     | -  | -             | -             | -             | -             | -             | - | -     | 45    | 26    | 7     | 12  | 62.97%      | 88      | 42      | +46     |         |         |         |         |
| SS Lazio · Italia       | 1.ª                 | 2015-16             | 31    | 11   | 9    | 11   | Inc. | 2     | 1    | 0    | 1    | 12    | 6  | 4             | 2             | 1/8           | 1             | 0             | 0 | 1     | 46    | 18    | 13    | 15  | 48.55%      | 60      | 61      | -1      |         |         |         |         |
| SS Lazio · Italia       | Total               | Total               | 69    | 32   | 15   | 22   | -    | 9     | 6    | 1    | 2    | 12    | 6  | 4             | 2             | -             | 1             | 0             | 0 | 1     | 91    | 44    | 20    | 27  | 55.68%      | 148     | 103     | +45     |         |         |         |         |
| Inter de Milán · Italia | 1.ª                 | 2016-17             | 23    | 12   | 3    | 8    | Inc. | 2     | 1    | 0    | 1    | 2     | 1  | 0             | 1             | FG            | -             | -             | - | -     | 27    | 14    | 3     | 10  | 55.55%      | 55      | 38      | +17     |         |         |         |         |
| Inter de Milán · Italia | Total               | Total               | 23    | 12   | 3    | 8    | -    | 2     | 1    | 0    | 1    | 2     | 1  | 0             | 1             | -             | -             | -             | - | -     | 27    | 14    | 3     | 10  | 55.55%      | 55      | 38      | +17     |         |         |         |         |
| Fiorentina · Italia     | 1.ª                 | 2017-18             | 38    | 16   | 9    | 13   | 8.º  | 2     | 1    | 0    | 1    | -     | -  | -             | -             | -             | -             | -             | - | -     | 40    | 17    | 9     | 14  | 50%         | 57      | 49      | +8      |         |         |         |         |
| Fiorentina · Italia     | 1.ª                 | 2018-19             | 31    | 8    | 15   | 8    | Inc. | 3     | 2    | 1    | 0    | -     | -  | -             | -             | -             | -             | -             | - | -     | 34    | 10    | 16    | 8   | 45.1%       | 58      | 43      | +15     |         |         |         |         |
| AC Milan · Italia       | 1.ª                 | 2019-20             | 31    | 16   | 9    | 6    | 6.º  | 4     | 2    | 2    | 0    | -     | -  | -             | -             | -             | -             | -             | - | -     | 35    | 18    | 11    | 6   | 61.91%      | 65      | 40      | +25     |         |         |         |         |
| AC Milan · Italia       | 1.ª                 | 2020-21             | 38    | 24   | 7    | 7    | 2.º  | 2     | 0    | 1    | 1    | 13    | 6  | 5             | 2             | 1/8           | -             | -             | - | -     | 53    | 30    | 13    | 10  | 64.78%      | 98      | 59      | +39     |         |         |         |         |
| AC Milan · Italia       | 1.ª                 | 2021-22             | 38    | 26   | 8    | 4    | 1.º  | 4     | 2    | 1    | 1    | 6     | 1  | 1             | 4             | FG            | -             | -             | - | -     | 48    | 29    | 10    | 9   | 67.36%      | 82      | 44      | +38     |         |         |         |         |
| AC Milan · Italia       | 1.ª                 | 2022-23             | 38    | 20   | 10   | 8    | 4.º  | 1     | 0    | 0    | 1    | 12    | 5  | 3             | 4             | 1/2           | 1             | 0             | 0 | 1     | 52    | 25    | 13    | 14  | 56.41%      | 79      | 58      | +21     |         |         |         |         |
| AC Milan · Italia       | 1.ª                 | 2023-24             | 38    | 22   | 9    | 7    | 2.º  | 2     | 1    | 0    | 1    | 12    | 5  | 2             | 5             | 1/4           | -             | -             | - | -     | 52    | 28    | 11    | 13  | 60.9%       | 99      | 69      | +30     |         |         |         |         |
| AC Milan · Italia       | Total               | Total               | 183   | 108  | 43   | 32   | -    | 13    | 5    | 4    | 4    | 43    | 17 | 11            | 15            | -             | 1             | 0             | 0 | 1     | 240   | 130   | 58    | 52  | 62.23%      | 423     | 270     | +153    |         |         |         |         |
| Al-Nassr Arabia Saudita | 1.ª                 | 2024-25             | 31    | 19   | 5    | 7    | 3.º  | 2     | 1    | 0    | 1    | 11    | 7  | 2             | 2             | 1/2           | -             | -             | - | -     | 44    | 27    | 7     | 10  | 66.66%      | 99      | 48      | +51     |         |         |         |         |
| Al-Nassr Arabia Saudita | Total               | Total               | 31    | 19   | 5    | 7    | -    | 2     | 1    | 0    | 1    | 11    | 7  | 2             | 2             | -             | -             | -             | - | -     | 44    | 27    | 7     | 10  | 66.66%      | 99      | 48      | +51     |         |         |         |         |
| Fiorentina · Italia     | 1.ª                 | 2025-26             | 0     | 0    | 0    | 0    | -    | 0     | 0    | 0    | 0    | 0     | 0  | 0             | 0             | -             | -             | -             | - | -     | 0     | 0     | 0     | 0   | 0%          | 0       | 0       | +0      |         |         |         |         |
| Fiorentina · Italia     | Total               | Total               | 69    | 24   | 24   | 21   | -    | 5     | 3    | 1    | 1    | 0     | 0  | 0             | 0             | -             | -             | -             | - | -     | 74    | 27    | 25    | 22  | 47.75%      | 115     | 92      | +23     |         |         |         |         |
| Total en su carrera     | Total en su carrera | Total en su carrera | 775   | 325  | 225  | 225  | -    | 59    | 30   | 8    | 21   | 76    | 36 | 19            | 21            | -             | 6             | 0             | 3 | 4     | 915   | 390   | 255   | 270 | 51.91%      | 1349    | 1060    | +289    |         |         |         |         |
| 1. 2. 3.                |                     |                     |       |      |      |      |      |       |      |      |      |       |    |               |               |               |               |               |   |       |       |       |       |     |             |         |         |         |         |         |         |         |

#### Resumen por competiciones
| Competición                          | Partidos | Ganados | Empatados | Perdidos | %      | Resultado        |
| ------------------------------------ | -------- | ------- | --------- | -------- | ------ | ---------------- |
| Serie B                              | 254      | 88      | 91        | 75       | 46.59% | 4.º lugar        |
| Serie A                              | 493      | 217     | 132       | 144      | 52.94% | Campeón          |
| Copa Italia                          | 57       | 29      | 8         | 20       | 55.56% | Subcampeón       |
| Supercopa de Italia                  | 2        | 0       | 0         | 2        | 0%     | Subcampeón       |
| Liga Profesional Saudí               | 31       | 19      | 5         | 7        | 66.67% | 3.er lugar       |
| Copa del Rey de Campeones            | 2        | 1       | 0         | 1        | 50%    | Octavos de final |
| Liga de Campeones de la UEFA         | 26       | 9       | 6         | 11       | 42.31% | Semifinales      |
| Liga Europea de la UEFA              | 39       | 20      | 11        | 8        | 60.68% | Cuartos de final |
| Liga Conferencia de la UEFA          | 0        | 0       | 0         | 0        | 0%     | En disputa       |
| Liga de Campeones de Élite de la AFC | 11       | 7       | 2         | 2        | 69.7%  | Semifinales      |
| TOTAL                                | 915      | 390     | 255       | 270      | 51.91% | 1 Título         |

## Palmarés

### Como jugador

#### Títulos nacionales
| Título   | Club       | País   | Año  |
| -------- | ---------- | ------ | ---- |
| Serie C1 | Parma      | Italia | 1984 |
| Serie A  | Juventus   | Italia | 1986 |
| Serie B  | Fiorentina | Italia | 1994 |

#### Títulos internacionales
| Título                | Club     | Sede   | Año  |
| --------------------- | -------- | ------ | ---- |
| Copa de Europa        | Juventus | Heysel | 1985 |
| Copa Intercontinental | Juventus | Tokio  | 1985 |

### Como entrenador

#### Títulos nacionales
| Título  | Club  | País   | Año  |
| ------- | ----- | ------ | ---- |
| Serie A | Milan | Italia | 2022 |